# Bosse (Frankenfeld)
Bosse ist ein Ortsteil der Gemeinde Frankenfeld im Landkreis Heidekreis in Niedersachsen. Die Ortschaft liegt an der Aller.

## Geschichte
Bosse wurde 1261 Bordeslo, 1489 Borteslo und 1520 Bortelse genannt. Das alte Dorf, in wendischer Art gebaut, lag früher auf einer Anhöhe und wurde in Kriegszeiten, wahrscheinlich Dreißigjähriger Krieg, an die Aller verlegt.
Bosse gehörte im 13. Jahrhundert zum Bistum Hildesheim und im 14. Jahrhundert zum Fürstentum Lüneburg und stand im Güterbesitz derer von Hodenhagen.
Bei Bosse soll es eine Wallburg gegeben haben, die den adligen Herren von Bordesloh (auch Botersloh) gehört haben soll. Das Geschlecht soll 1682 ausgestorben sein. In den Urkunden nannte es sich auch „von Bosse“.
Erwähnt wird das Dorf erstmals, als 1265 ein Streit zwischen den Brüdern Heinrich und Luthard von Hodenhagen mit Arnhold zu Ahlden und Heinrich von Rethem über die Zehnten von Bosse und Frankenfeld beigelegt wurde.
Ekehardus de Borteslo, Justacius de Monighusen, Johannes Selecop, Conradus de Holle, Borgardus Stadhe, sowie die Gemeinde Bordere (Borteslo) verzichteten zugunsten des Klosters Schinna auf das Feld Omhude.
Am 22. Februar 1329 genehmigte Bischof Ludwig zu Minden (1300–1346) die Verpfändungen eines Zehnten von Bosse von einem gewissen Herzberg an den Probst Heinrich und den Convent von Walsrode.
Ritter Richard und dessen Sohn Diedrich, sowie die Brüder Diedrich und Rudolf von Bosse, Söhne des Egbert von Bosse verkauften am 7. April 1342 die Zehnten von Bosse und Frankenfeld an den Knappen von Mandelsloh genannt der Schwarze, der diesen am 14. Mai 1342 an das Kloster Walsrode weiterverkaufte. Einen Monat später, am 18. Mai 1342, schenkte der Bischof Ludwig zu Minden dem Kloster Walsrode einen Zehnten zu Bosse und Frankenfeld, welchen der Konrad Harverber, der Pfarrer zu Ahlden, vom Knappen Konrad von Mandelsloh angekauft hatte.
Konrad Harverber Pfarrer zu Ahlden, sowie die Priorin Mechthild von Lindhorn und das Kloster Walsrode verkauften dem Bernhard von Stellichte, einem ehemaligen Pfarrer zu Gilten, am 27. Oktober 1344 eine Kornernte aus dem Zehnten zu Bosse auf Lebenszeit.
1824 hatte Bosse laut dem Statistischen Handbuch für das Königreich Hannover 26 Wohngebäude und 213 Einwohner, eine Schule und eine Windmühle.
Im Ersten Weltkrieg wurden Zeppeline unter anderem für die Seeaufklärung oder die Bombardierung britischer Städte eingesetzt. Auf dem Rückflug von einem Aufklärungseinsatz verfehlte das Marineluftschiff L 36 am 7. Februar 1917 den Luftschiffhafen Nordholz, strandete wegen dichtem Nebel nach einer Irrfahrt auf der vereisten Aller bei Bosse und wurde innerhalb einer Stunde von starkem Wind komplett zerstört.
Am 1. März 1974 wurde aus den bis dahin selbstständigen Gemeinden Frankenfeld, Bosse und Hedern die Gemeinde Frankenfeld gebildet. Die Gemeinde ist seitdem eine der vier Mitgliedsgemeinden der Samtgemeinde Rethem (Aller).
Im 20. Jahrhundert kam es immer wieder zu Überschwemmungen durch die Aller, die zu Einbußen in der Landwirtschaft führten. Deswegen wurden vielfach die Hochwasserdeiche zwischen Bosse und Frankenfeld verstärkt.

## Infrastruktur
Bosse ist der einwohnerstärkste Ort in der Gemeinde Frankenfeld und gehört kirchlich zur Kirchengemeinde Ahlden. Der alte Ortskern von Bosse liegt in der engsten Flussschleife der unteren Aller. Im 19. Jahrhundert kam der Ortsteil Neu-Bosse hinzu, der sich um die Landesstraße 157 gruppiert, die von Eilte nach Hedern führt. Dort haben die Dorfgemeinschaft und  die Freiwillige Feuerwehr ihren Sitz.